# Nurfitriyana Saiman
Nurfitriyana Saiman-Lantang (* 7. März 1962 in Jakarta als Nurfitriyana Saiman) ist eine ehemalige indonesische Bogenschützin.

## Karriere
Nurfitriyana Saiman gab 1988 bei den Olympischen Spielen in Seoul ihr Olympiadebüt. Im Einzel überstand sie mit 1258 Punkten als Zwölfte die erste Runde, im anschließenden Achtelfinale gelang ihr mit 314 Punkten das neuntbeste Resultat. Dank 324 Punkten im Viertelfinale qualifizierte sie sich für das Halbfinale, in dem sie letztlich ausschied. Mit 325 Punkten kam sie nicht über den neunten Platz hinaus, der knapp nicht mehr zum Einzug in die Finalrunde der besten acht Starterinnen berechtigte. Erstmals wurde im olympischen Wettkampfprogramm auch ein Mannschaftswettbewerb im Bogenschießen durchgeführt. 3720 Punkte in der ersten Runde reichten für Rang fünf und die Qualifikation für das Halbfinale. Dort erzielten Saiman, Lilies Handayani und Kusuma Wardhani mit 975 Punkten das viertbeste Resultat und zogen in die Finalrunde ein, die sie wie die US-amerikanische Mannschaft mit 952 Punkten hinter den Olympiasiegern aus Südkorea abschlossen. Im Stechen um die Silbermedaille setzten sich Saiman, Handayani und Wardhani mit 72:67 gegen die US-Amerikanerinnen durch und sicherten sich den zweiten Platz. Dieser Erfolg wurde 2016 unter dem Titel 3 Srikandi verfilmt.
Ein Jahr darauf trat Saiman bei den Weltmeisterschaften in Lausanne an. Im Einzel erreichte sie das Halbfinale und belegte in diesem mit 316 Punkten den zehnten Platz. In der Mannschaftskonkurrenz verpasste sie als Viertplatzierte knapp einen Medaillengewinn. Bei den Weltmeisterschaften 1991 in Krakau kam Saiman im Einzel nicht über den 72. Platz hinaus und auch der Mannschaftswettbewerb verlief mit dem 18. Gesamtplatz nicht erfolgreich.
Ihre zweite Olympiateilnahme erfolgte anlässlich der Olympischen Spiele 1992 in Barcelona. In der Einzelkonkurrenz gelangen ihr 1270 Punkte in der Platzierungsrunde und belegte den 33. Platz, womit sie die darauffolgende Ausscheidungsrunde der 32 besten Schützinnen knapp verpasste. Mit der Mannschaft überstand Saimon dagegen mit 3797 Punkten die Platzierungsrunde. In der Ausscheidungsrunde trafen die Indonesierinnen auf die französische Mannschaft, der sie mit 235:236 unterlagen. Bei den Olympischen Spielen 1996 in Atlanta gehörte Saiman ein letztes Mal zum indonesischen Aufgebot. Nach 600 Punkten in der Platzierungsrunde gelang ihr im Einzel in der Ausscheidungsrunde ein 155:153-Auftaktsieg gegen die Kasachin Anna Moschar, ehe sie anschließend auf Barbara Mensing aus Deutschland traf und dieser mit 141:144 unterlag. In der Mannschaftskonkurrenz belegten die Indonesierinnen mit 1854 Punkten den 13. Rang in der Platzierungsrunde. Im Erstrundenduell der Ausscheidungsrunde hatten sie mit 208:246 deutlich das Nachsehen gegen die ukrainische Mannschaft und schieden damit direkt aus.